# Maria Antonietta d'Asburgo-Lorena (principessa-badessa)
Maria Antonietta d'Asburgo-Lorena, nome completo Maria Antonietta Leopolda Annunziata Anna Amalia Giuseppa Giovanna Immacolata Tecla (Firenze, 10 gennaio 1858 – Cannes, 13 aprile 1883), nata arciduchessa d'Austria e principessa di Toscana e Ungheria, divenne principessa-badessa dell'Istituto Teresiano Imperiale e Reale per le nobili dame.

## Biografia

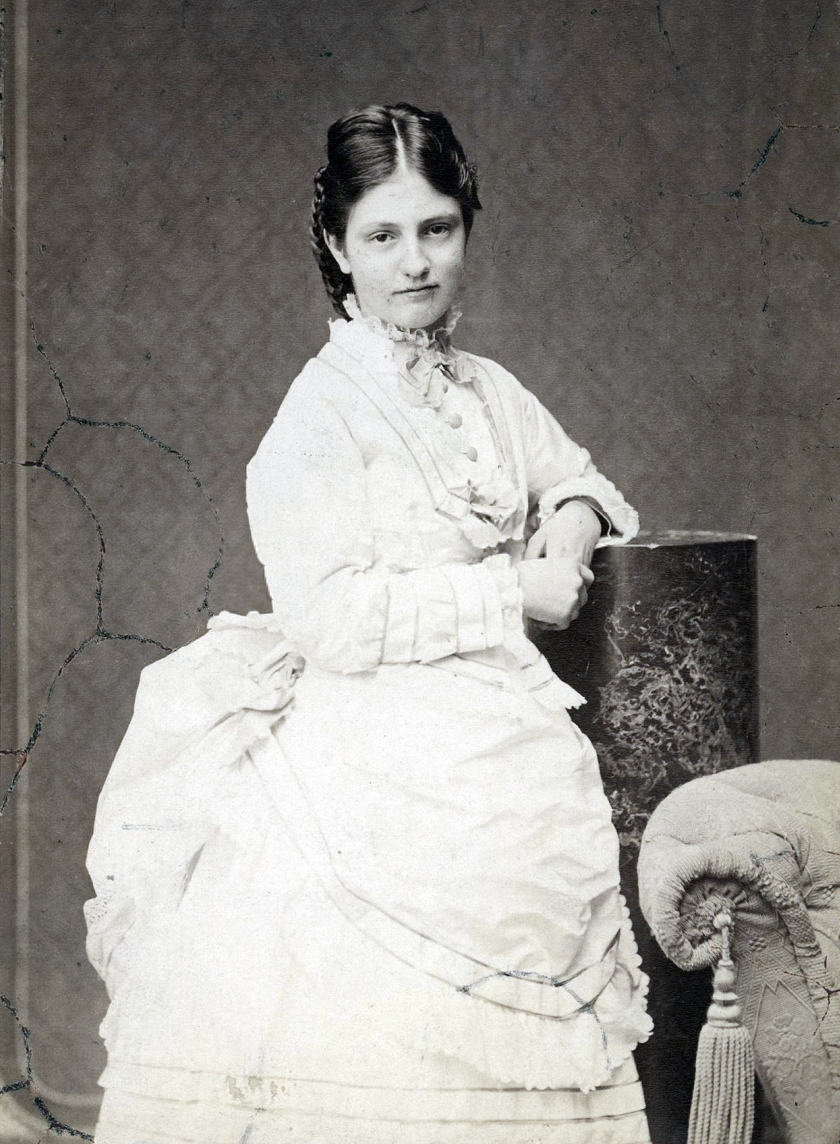
Maria Antonietta d'Asburgo-Lorena in una foto del 1875 circa.

L'arciduchessa Maria Antonietta nacque il 10 giugno 1858 a Firenze, come figlia primogenita del gran principe Ferdinando di Toscana e di sua moglie, la gran principessa Anna Maria di Sassonia. I suoi nonni paterni erano il granduca Leopoldo II di Toscana e la granduchessa Maria Antonia di Borbone-Due Sicilie, mentre quelli materni erano il principe ereditario (futuro re) Giovanni di Sassonia e la principessa ereditaria consorte Amalia Augusta di Baviera. Sua madre morì nel febbraio 1859, a causa delle complicazioni di un aborto causato da una febbre tifoide, e il 27 aprile successivo la famiglia granducale dovette lasciare la Toscana, a seguito di alcuni moti favorevoli all'unificazione italiana. 
Dopo l'abdicazione di Leopoldo II, suo padre Ferdinando divenne granduca il 21 luglio dello stesso anno, ma nel 1860 il granducato di Toscana venne annesso al Regno di Sardegna. Maria Antonietta crebbe quindi in esilio, vivendo soprattutto a Salisburgo. Nel 1868 suo padre si risposò con la principessa Alice di Borbone-Parma, da cui ebbe dieci figli.
Nel 1881 l'imperatore Francesco Giuseppe I d'Austria la nominò principessa-badessa dell'Istituto Teresiano Imperiale e Reale per le nobili dame nel Castello di Praga.
Nel 1882 divenne scrittrice e pubblicò diversi libri e opere di successo che le garantirono fama.
Nel mese di novembre del 1882 si trasferì a Cannes, perché la sua salute, minata da anni dalla tubercolosi, era peggiorata. Si stabilì a Villa Felice, dove il clima era più mite e li trascorse gli ultimi anni.
Morì di malattia il 13 aprile 1883, nella sua villa a Cannes

## Ascendenza
|                                      |                            |                                           | Genitori                                   |  |  | Nonni |  |  | Bisnonni                  |  |  | Trisnonni                    |  |
|                                      |                            |                                           |                                            |  |  |       |  |  | Ferdinando III di Toscana |  |  | Leopoldo II d'Asburgo-Lorena |  |
|                                      |                            |                                           |                                            |  |  |       |  |  | Ferdinando III di Toscana |  |  | Leopoldo II d'Asburgo-Lorena |  |
|                                      |                            | Maria Luisa di Borbone-Spagna             |                                            |  |  |       |  |  | Ferdinando III di Toscana |  |  |                              |  |
| Leopoldo II di Toscana               |                            |                                           |                                            |  |  |       |  |  | Ferdinando III di Toscana |  |  |                              |  |
|                                      |                            | Luisa Maria Amalia di Borbone-Due Sicilie | Ferdinando I delle Due Sicilie             |  |  |       |  |  |                           |  |  |                              |  |
|                                      |                            | Luisa Maria Amalia di Borbone-Due Sicilie | Ferdinando I delle Due Sicilie             |  |  |       |  |  |                           |  |  |                              |  |
|                                      |                            | Luisa Maria Amalia di Borbone-Due Sicilie | Maria Carolina d'Asburgo-Lorena            |  |  |       |  |  |                           |  |  |                              |  |
| Ferdinando IV di Toscana             |                            | Luisa Maria Amalia di Borbone-Due Sicilie |                                            |  |  |       |  |  |                           |  |  |                              |  |
|                                      |                            | Francesco I delle Due Sicilie             | Ferdinando I delle Due Sicilie             |  |  |       |  |  |                           |  |  |                              |  |
|                                      |                            | Francesco I delle Due Sicilie             | Ferdinando I delle Due Sicilie             |  |  |       |  |  |                           |  |  |                              |  |
|                                      |                            | Francesco I delle Due Sicilie             | Maria Carolina d'Asburgo-Lorena            |  |  |       |  |  |                           |  |  |                              |  |
| Maria Antonia di Borbone-Due Sicilie |                            | Francesco I delle Due Sicilie             |                                            |  |  |       |  |  |                           |  |  |                              |  |
|                                      |                            | Maria Isabella di Borbone-Spagna          | Carlo IV di Spagna                         |  |  |       |  |  |                           |  |  |                              |  |
|                                      |                            | Maria Isabella di Borbone-Spagna          | Carlo IV di Spagna                         |  |  |       |  |  |                           |  |  |                              |  |
|                                      |                            | Maria Isabella di Borbone-Spagna          | Maria Luisa di Borbone-Parma               |  |  |       |  |  |                           |  |  |                              |  |
| Maria Antonietta d'Asburgo-Lorena    |                            | Maria Isabella di Borbone-Spagna          |                                            |  |  |       |  |  |                           |  |  |                              |  |
|                                      | Massimiliano I di Sassonia | Federico Cristiano I di Sassonia          |                                            |  |  |       |  |  |                           |  |  |                              |  |
|                                      | Massimiliano I di Sassonia | Federico Cristiano I di Sassonia          |                                            |  |  |       |  |  |                           |  |  |                              |  |
|                                      | Massimiliano I di Sassonia | Maria Antonia di Baviera                  |                                            |  |  |       |  |  |                           |  |  |                              |  |
| Giovanni I di Sassonia               | Massimiliano I di Sassonia |                                           |                                            |  |  |       |  |  |                           |  |  |                              |  |
|                                      |                            | Carolina Maria di Borbone-Parma           | Ferdinando I di Parma                      |  |  |       |  |  |                           |  |  |                              |  |
|                                      |                            | Carolina Maria di Borbone-Parma           | Ferdinando I di Parma                      |  |  |       |  |  |                           |  |  |                              |  |
|                                      |                            | Carolina Maria di Borbone-Parma           | Maria Amalia d'Asburgo-Lorena              |  |  |       |  |  |                           |  |  |                              |  |
| Anna Maria di Sassonia               |                            | Carolina Maria di Borbone-Parma           |                                            |  |  |       |  |  |                           |  |  |                              |  |
|                                      |                            | Massimiliano I Giuseppe di Baviera        | Federico Michele di Zweibrücken-Birkenfeld |  |  |       |  |  |                           |  |  |                              |  |
|                                      |                            | Massimiliano I Giuseppe di Baviera        | Federico Michele di Zweibrücken-Birkenfeld |  |  |       |  |  |                           |  |  |                              |  |
|                                      |                            | Massimiliano I Giuseppe di Baviera        | Maria Francesca del Palatinato-Sulzbach    |  |  |       |  |  |                           |  |  |                              |  |
| Amalia Augusta di Baviera            |                            | Massimiliano I Giuseppe di Baviera        |                                            |  |  |       |  |  |                           |  |  |                              |  |
|                                      |                            | Carolina di Baden                         | Carlo Luigi di Baden                       |  |  |       |  |  |                           |  |  |                              |  |
|                                      |                            | Carolina di Baden                         | Carlo Luigi di Baden                       |  |  |       |  |  |                           |  |  |                              |  |
|                                      |                            | Carolina di Baden                         | Amalia d'Assia-Darmstadt                   |  |  |       |  |  |                           |  |  |                              |  |
|                                      |                            | Carolina di Baden                         |                                            |  |  |       |  |  |                           |  |  |                              |  |